# Robert D. Matson
Pour les articles homonymes, voir Matson.
Robert D. Matson, né en 1962, est un astronome amateur américain, ingénieur en optique de profession.

## Biographie
Matson est un astronome amateur internationalement connu, en particulier, pour ses contributions dans le domaine des astéroïdes, des comètes, des météorites et des logiciels d'astronomie. Il est en particulier l'auteur des programmes SkyMap et Iridflar.

## Découvertes
D'après le Centre des planètes mineures, Matson a découvert 187 astéroïdes numérotés entre 2002 et 2009. Il a également découverts, au 11 juin 2015, 104 comètes dont huit avec d'autres co-découvreurs.
| (78432) Helensailer    | 29 août 2002       |
| (78578) Donpettit      | 14 septembre 2002  |
| (84095) Davidjohn      | 20 août 2002       |
| (84224) Kyte           | 9 septembre 2002   |
| (84225) Verish         | 12 septembre 2002  |
| (99905) Jeffgrossman   | 27 août 2002       |
| (112900) Tonyhoffman   | 20 août 2002       |
| (113355) Gessler       | 14 septembre 2002  |
| (132904) Notkin        | 12 septembre 2002  |
| (142368) Majden        | 14 septembre 2002  |
| (142369) Johnhodges    | 14 septembre 2002  |
| (149243) Dorothynorton | 14 septembre 2002  |
| (149244) Kriegh        | 14 septembre 2002  |
| (195998) Skipwilson    | 1er septembre 2002 |
| (196000) Izzard        | 15 septembre 2002  |
| (247553) Berndpauli    | 8 septembre 2002   |

### Comètes découvertes
- C/2006 M4 (SWAN) avec Michael Mattiazzo.

## Distinction
L'astéroïde (73491) Robmatson lui est dédié.